# Pupilla seminskii
Pupilla seminskii ist eine Schneckenart aus der Familie der Puppenschnecken, die zur Unterordnung der Landlungenschnecken (Stylommatophora) gerechnet wird. Sie kommt im russischen Teil des Altai-Gebirges vor.

## Merkmale
Das rechtsgewundene, eiförmige bis leicht konische, etwas komprimierte Gehäuse ist 2,65 bis 2,85 mm hoch und 1,75 bis 1,85 mm breit. Der Apex ist gerundet-konisch. Die 5,5 Windungen sind an der Peripherie gut gerundet und nehmen regelmäßig zu. Die Mündung ist relativ groß und rundlich. Der Mundrand ist nach außen gebogen und erweitert. In der Seitenansicht verläuft die letzte Windung nahezu waagrecht oder steigt sehr wenig an. Die Mündungsebene steht mit ca. 30° schräg zur Windungsachse. Der Mundsaum selber ist dünn und zerbrechlich. Die Mündung weist keine Zähne oder Kalli auf. Der sehr kleine Nabel ist offen. Die Oberfläche des hornfarbenen Gehäuses ist weist sehr feine Anwachsstreifen auf. 

### Ähnliche Arten
Pupilla seminskii unterscheidet sich von der Moos-Puppenschnecke (Pupilla muscorum) durch die mehr eiförmige Gehäuseform. Die Moos-Puppenschnecke ist deutlich größer und bei etwas gleicher Breite damit deutlich schlanker. Die Peripherie der Umgänge ist bei Pupilla seminskii stärker gewölbt. Pupilla alluvionica ist ebenfalls deutlich größer, vergleichsweise breiter und mehr zylinderförmig. Die Alpen-Windelschnecke (Pupilla alpicola) hat ebenfalls ein mehr zylinderförmiges Gehäuse. Diese Art lebt zudem in sehr feuchten Habitaten.

## Geographische Verbreitung und Lebensraum
Pupilla seminskii wurde bisher nur an der Typlokalität gefunden: ein wenige hundert Meter langer und 20 Meter hoher felsiger Rücken bestehend aus basischen Vulkaniten. Pupilla seminskii wurde auf der Südseite und am Fuß dieses Rückens zwischen den herabgefallenen Felsbrocken gefunden. Die Typlokalität liegt östlich des Seminskyi-Passes (1717 m) entlang der Chuyan-Straße im Seminskyi Khrebet, im russischen Teil des westlichen Zentralaltai (N 51° 02.554'/E 085° 38.134') in 1760 m Höhe. Die jährliche Durchschnittstemperatur beträgt −1,8 °C, die jährliche Niederschlagsmenge 1000 bis 1200 mm. Nur 55 Tage sind ohne Frost.
Die Tiere leben im Detritus von Geröllfeldern zwischen bis zu dezimetergroßen Gesteinsbrocken. Durch die Größe der Gesteinsbrocken sind die Zwischenräume gut durchlüftet und verhältnismäßig trocken. Die Oberflächen von manchen dieser Gesteinsbrocken sind mit Flechten und Moosen bewachsen. Pupilla seminskii ist dort mit folgenden anderen Schneckenarten vergesellschaftet: Alpen-Windelschnecke (Vertigo alpestris Alder, 1838), Euconulus cf. fulvus (O. F. Müller, 1774), Nesovitrea hammonis (Ström, 1765) und Lindholmneme sp.
Pupilla seminskii scheint speziell an diesen Lebensraum und dieses Mikroklima angepasst zu sein. In grasigen Biotopen mit erdigem Substrat (ohne Geröll) in der unmittelbaren Nachbarschaft kommt sie nicht vor, oder sie ist dort extrem selten. In diesen Biotopen wird Pupilla seminskii durch eine andere, noch nicht beschriebene Pupilla-Art vertreten.  

## Taxonomie und Nomenklatur
Das Taxon wurde 2009 von Stefan Meng und Matthias Hoffmann aufgestellt und nach dem Fundort im Seminskiy Khrebet, im westlich Zentralaltai benannt. Da der Artname laut Derivatio nominis nach einer Lokalität gebildet wurde, müsste er seminskiensis (oder ähnlich) lauten.